# Fischreiterbrunnen

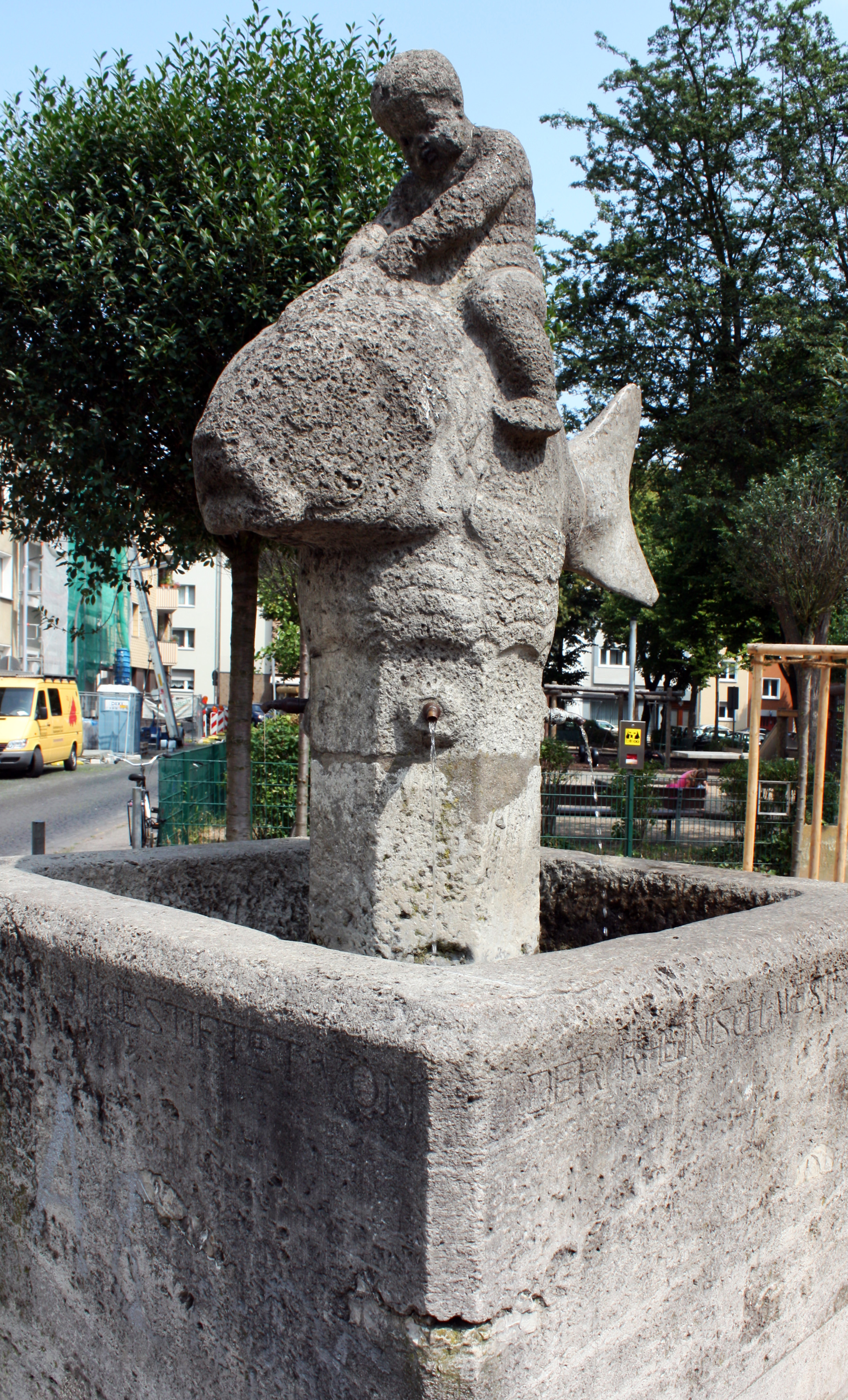
Fischreiterbrunnen

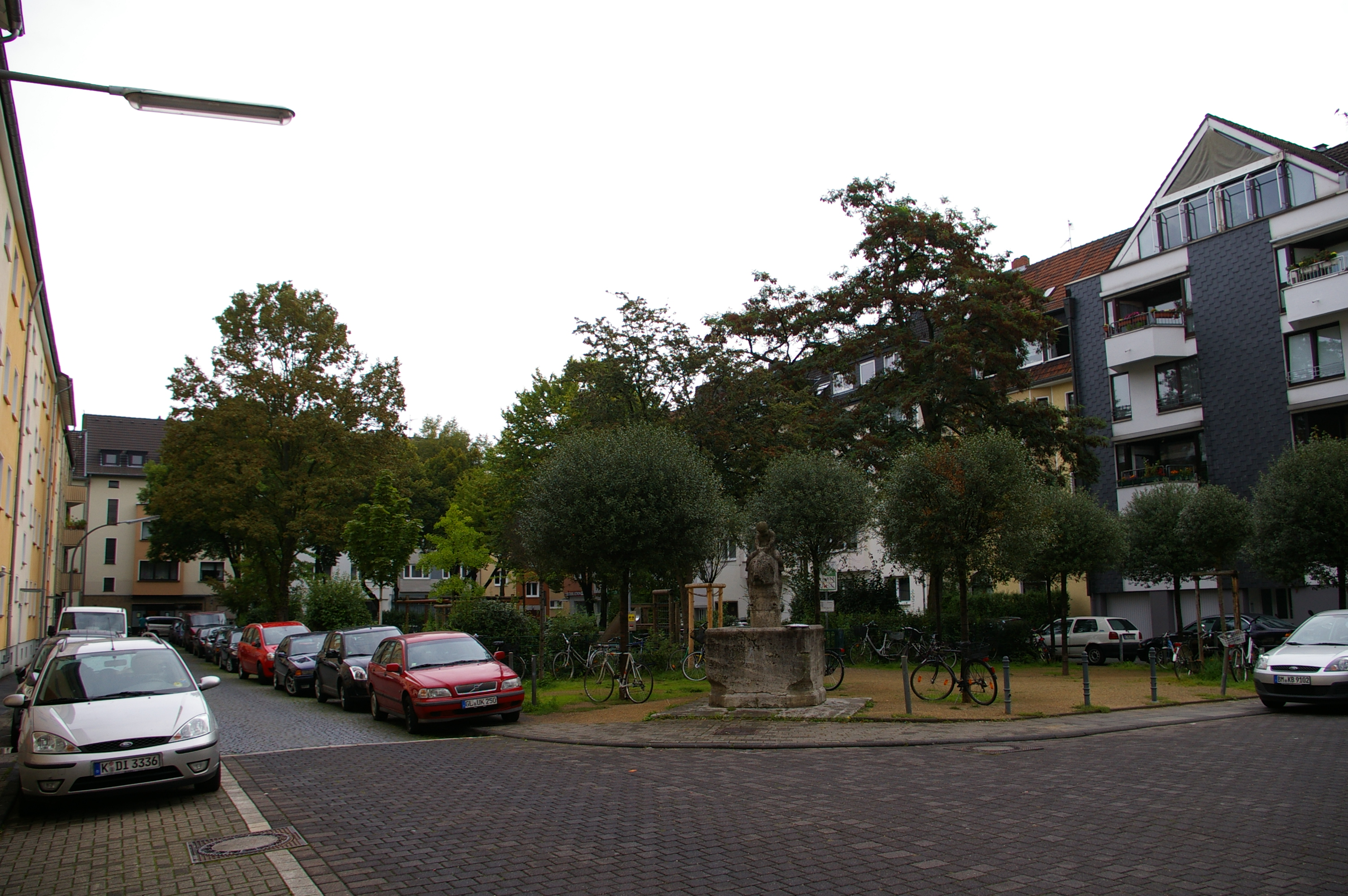
Theophanoplatz mit Fischreiterbrunnen

Der Fischreiterbrunnen im Kölner Stadtteil Zollstock ist ein unter Denkmalschutz stehender Brunnen.
Der Brunnen wurde 1913 nach einem Entwurf des Bildhauers Georg Grasegger auf dem Theophanoplatz erschaffen. Der Sandsteinbrunnen wurde von der Rheinisch-Westfälischen Bank für Grundbesitz gestiftet. Der Brunnen stellt einen Jungen dar, der auf einem Fisch reitet. Unterhalb des Fisches befinden sich vier Wasserspender. Der Brunnen steht an der Südseite des Theophanoplatzes.